# Euploea jennessi
Euploea jennessi är en fjärilsart som beskrevs av Carpemter 1941. Euploea jennessi ingår i släktet Euploea och familjen praktfjärilar. Inga underarter finns listade i Catalogue of Life.